# جوگو
جوگو (به ژاپنی: 准后 じゅごう) (شبه ملکه) یا جوسانگو (به ژاپنی: 准三后 じゅさんごう)، جونکو Junko مخفف آن است، عنوانی افتخاری است که در دربار امپراتوری ژاپن داده می‌شود. جوگو فردی است که با او رفتاری مشابه با سه ملکه (سانومیا/کویja:后位) ملکه بزرگ دواگر، ملکه مادر (بیولوژیک) و کوگو (همسر ارشد امپراتور) می‌شود. اولین نمونه زمانی بود که پدربزرگ مادری امپراتور سیوا، فوجیوارا نو یوشی‌فوسا تحت رفتار مشابه سانومیا قرار گرفت و تا دوره ادو ادامه یافت.